# Kanton Orbec
Orbec is een voormalig kanton van het Franse departement Calvados. Het kanton maakte deel uit van het arrondissement Lisieux tot het op 22 maart 2015 werd opgeheven en gemeenten werden opgenomen in het aangrenzende kanton Livarot met uitzondering van Courtonne-les-Deux-Églises, dat werd opgenomen in het op die dag gevormde kanton Lisieux, en Saint-Martin-de-Mailloc, dat werd opgenomen in het al bestaande kanton Mézidon-Canon.

## Gemeenten
Het kanton Orbec omvatte de volgende gemeenten:
- Cernay
- Cerqueux
- La Chapelle-Yvon
- Courtonne-les-Deux-Églises
- La Croupte
- Familly
- La Folletière-Abenon
- Friardel
- Meulles
- Orbec (hoofdplaats)
- Préaux-Saint-Sébastien
- Saint-Cyr-du-Ronceray
- Saint-Denis-de-Mailloc
- Saint-Julien-de-Mailloc
- Saint-Martin-de-Bienfaite-la-Cressonnière
- Saint-Martin-de-Mailloc
- Saint-Pierre-de-Mailloc
- Tordouet
- La Vespière